# Oxylopsebus brachypterus
Oxylopsebus brachypterus là một loài bọ cánh cứng trong họ Cerambycidae.